# Broängen
Broängen är ett mindre bostadsområde som utgör södra delen av centralorten Tumba i Botkyrka kommun. Det gränsar till Uttran i väster och Kassmyra i öster. Norr om Vattravägen vidtar Tumba villastad.

## Historia
Området är känt sedan medeltiden och har varit utmark till Skrävsta gård. Fram till 1920-talet var området huvudsakligen jordbruksbygd under Broängens gård. 

## Bebyggelse
Broängen består huvudsakligen i villa- och radhusbebyggelse. I området finns den tidigare av Evangeliska fosterlandsstiftelsen drivna kyrkan Elimsborg (senare Broängskyrkan); numera är kyrkobyggnaden kurslokal för Vuxenskolan. I området återfinns även F–9-skolan Broängsskolan, med cirka 630 elever.

### Vägnamn
Vägnamnen i Broängen har i vissa fall historisk anknytning, till exempel Slättvägen som har sin grund i soldattorpet Slätten (numera flyttat till Trädgårdstorp i Tullinge) och Soltorpsvägen efter soldattorpet Soltorp, som nu utgör det äldsta huset i Broängen. Skrävstavägen i Broängen avspeglar att området en gång tillhört Skrävsta gård.